# Stemonyphantes
Stemonyphantes Menge, 1866 è un genere di ragni appartenente alla famiglia Linyphiidae.

## Distribuzione
Le diciassette specie oggi note di questo genere sono state rinvenute nella regione olartica: la specie dall'areale più vasto è la S. lineatus, reperita in svariate località dell'intera regione paleartica; l'unica specie ritrovata in territorio nordamericano è la S. blauveltae

## Tassonomia
Considerato un sinonimo anteriore di Narcissius Ermolajev, 1930 (erroneamente trascritto come Narcissus nelle pubblicazioni dell'aracnologo Roewer) a seguito di un lavoro di Wunderlich (1978e).
Per modifiche non sufficientemente documentate dello status di S. blauveltae Gertsch, 1951, va consultato il lavoro di Eskov (1992a).
Dal 2012 non sono stati esaminati esemplari di questo genere.
A dicembre 2012, si compone di diciotto specie:
1. Stemonyphantes abantensis Wunderlich, 1978 — Turchia
2. Stemonyphantes agnatus Tanasevitch, 1990 — Russia, Georgia, Azerbaigian
3. Stemonyphantes altaicus Tanasevitch, 2000 — Russia
4. Stemonyphantes blauveltae Gertsch, 1951 — USA, Canada
5. Stemonyphantes conspersus (L. Koch, 1879) — dall'Europa centrale al Kazakistan
6. Stemonyphantes curvipes Tanasevitch, 1989 — Kirghizistan
7. Stemonyphantes griseus (Schenkel, 1936) — Kirghizistan, Cina
8. Stemonyphantes grossus Tanasevitch, 1985 — Kirghizistan
9. Stemonyphantes karatau Tanasevitch & Esyunin, 2012 — Kazakistan
10. Stemonyphantes lineatus (Linnaeus, 1758)[3] — Regione paleartica
11. Stemonyphantes menyuanensis Hu, 2001 — Cina
12. Stemonyphantes montanus Wunderlich, 1978 — Turchia
13. Stemonyphantes parvipalpus Tanasevitch, 2007 — Russia
14. Stemonyphantes serratus Tanasevitch, 2011 — Turchia
15. Stemonyphantes sibiricus (Grube, 1861) — Russia, Kazakistan, Mongolia, Isole Curili
16. Stemonyphantes solitudus Tanasevitch, 1994 — Turkmenistan
17. Stemonyphantes taiganoides Tanasevitch, Esyunin & Stepina, 2012 — Russia, Kazakistan
18. Stemonyphantes taiganus (Ermolajev, 1930) — Russia

### Sinonimi
- Stemonyphantes pictus Schenkel, 1930; posta in sinonimia con S. conspersus (L. Koch, 1879) a seguito di uno studio di van Helsdingen del 1968[1].
- Stemonyphantes volucer Tanasevitch, 1985; posta in sinonimia con S. griseus (Schenkel, 1936) a seguito di un lavoro di Tanasevitch (1989a)[1].